# Ariel Magnus

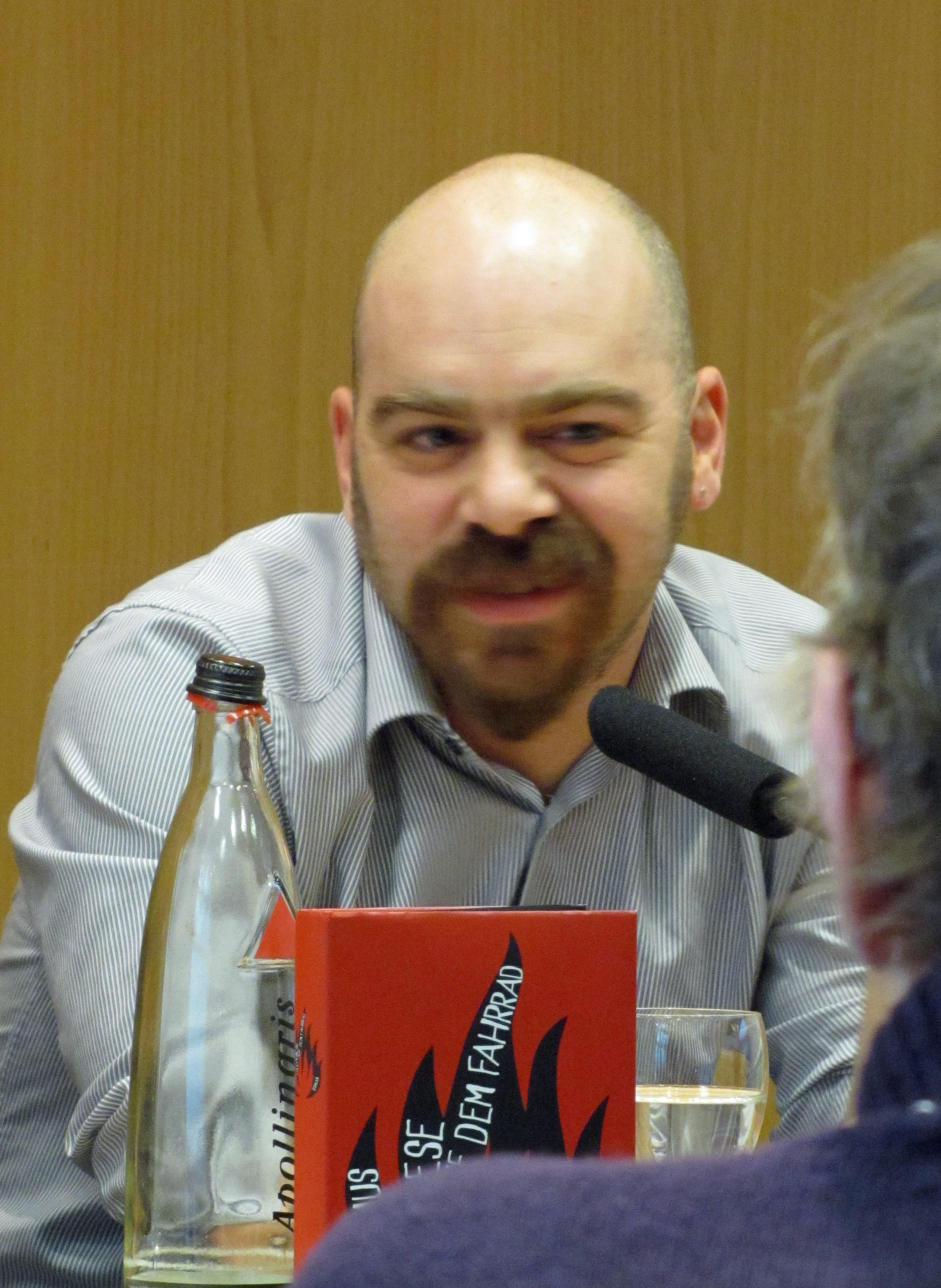
Ariel Magnus 2010 in Frankfurt am Main

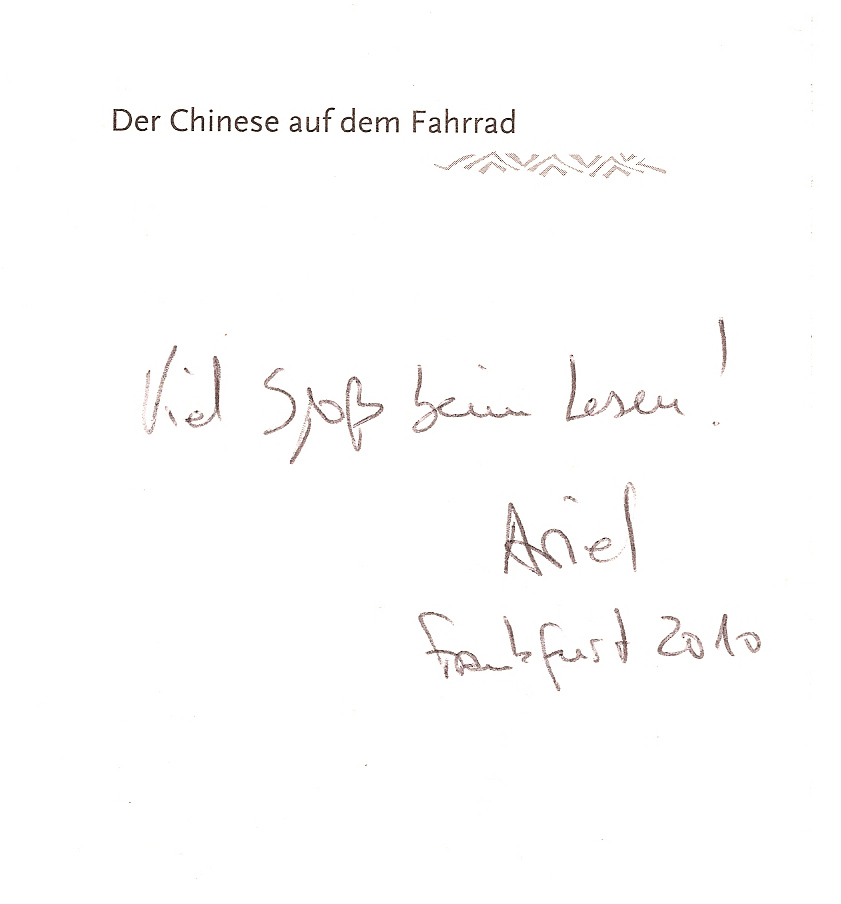
Autograph

Ariel Magnus (* 16. Oktober 1975 in Buenos Aires) ist ein argentinischer Schriftsteller und Übersetzer mit deutschen Vorfahren.

## Leben
Ariel Magnus wuchs in Buenos Aires auf, wo er eine deutsche Schule besuchte. Mit einem Stipendium der Friedrich-Ebert-Stiftung studierte er von 1999 bis 2005 in Heidelberg und Berlin Romanistik und Philosophie. An der Humboldt-Universität zu Berlin arbeitete er nebenbei am Lehrstuhl für Spanische Literatur. Magnus lebt heute als Schriftsteller und literarischer Übersetzer in Buenos Aires.

## Schaffen
Magnus schrieb für die kolumbianische Männerzeitschrift SoHo und die ebenfalls in Kolumbien verlegte Zeitschrift Gatopardo sowie die Beilage Radar der argentinischen Tageszeitung Página/12. Gegenwärtig schreibt er regelmäßig für die Beilage El Ángel der mexikanischen Zeitung La Reforma und gelegentlich für die argentinische Kulturzeitschrift La mujer de mi vida und die deutsche taz.
Für den Roman Un chino en bicicleta, in dem es um chinesische Einwanderer in Argentinien geht, wurde er 2007 mit dem internationalen Literaturpreis  La otra Orilla ausgezeichnet. Es wurde in zahlreiche Sprachen übersetzt. Ferner erhielt Magnus für seinen Roman Muñecas („Puppen“) den Premio Iberoamericano Juan de Castellanos de novela breve.
2006 veröffentlichte er ein Buch über seine deutsch-jüdische Großmutter Ella Michel aus Westhofen (La abuela, deutsch Zwei lange Unterhosen der Marke Hering, 2012), die den Holocaust überlebte, nachdem sie freiwillig ihrer Mutter in das Ghetto Theresienstadt und in das KZ Auschwitz gefolgt war.

## Werke
- Sandra, Emecé Editores, 2005
- La abuela, Planeta, 2006
  - Zwei lange Unterhosen der Marke Hering. Die erstaunliche Geschichte meiner Grossmutter. Deutsch von Silke Kleemann. Köln: Kiepenheuer & Witsch, 2012
- Un chino en bicicleta, Norma, 2007
  - Ein Chinese auf dem Fahrrad. Roman. Deutsch von Silke Kleemann. Kiepenheuer & Witsch, Köln 2010, ISBN 978-3-462-04195-8
- Muñecas, Buenos Aires: Emecé Editores, 2008
- Cartas a mi vecina de arriba, Norma, 2009
- La 31. Una novela precaria. Buenos Aires: Interzona Editora, 2012.
- El que mueve las piezas, 2017
  - Die Schachspieler von Buenos Aires. Roman. Deutsch von Silke Kleemann. Kiepenheuer & Witsch, Köln 2018, ISBN 978-3-462-05005-9
- Das zweite Leben des Adolf Eichmann. Aus dem Spanischen von Silke Kleemann. Kiepenheuer & Witsch, Köln 2021
- Tür an Tür. Nazis und Juden im argentinischen Exil. Kiepenheuer & Witsch, Köln 2023, ISBN 978-3-462-05434-7
- Die Verbliebenen vom Tempelfeld : Roman. Berlin: mikrotext, 2025